# Windsurf - Il vento nelle mani
Windsurf - Il vento nelle mani è un film del 1984 diretto da Claudio Risi.

## Trama
Un giovane australiano sbarcato al Circeo, è costretto a tentare il tutto per tutto per recuperare, nel minor tempo possibile, la barca a vela persa al gioco dallo zio. Aiutato dagli amici e da una ragazza conosciuta sul posto, decide infine di partecipare ad una gara di windsurf, con la barca in palio, che vincerà.